# Madonna del Rosario (Smet)
La Madonna del Rosario, altresì nota come Quadro della Regina Giovanna, è un'opera presente nella Cattedrale di Muro Lucano, nella provincia di Potenza in Basilicata, opera del pittore fiammingo Cornelis Smet, detto Cornelio Ferraro, attivo a Napoli verso la fine del XVI secolo, dove morì nel 1592. 

## Storia
La realizzazione dell'opera è datata alcuni anni prima della morte dell'autore, attorno al 1589-1590. Il quadro è stato poi restaurato da Achille Castellano nel 1852.
Il rapporto tra la figura storica medievale di Giovanna I d'Angiò, regina di Napoli e contessa di Provenza e di Forcalquier dal 1343 al 1381, e Muro Lucano è particolarmente stretto, poiché è nel Castello di Muro Lucano in cui la sovrana, deposta un anno prima dal nipote Carlo III di Napoli e dal Papa Urbano VI per via del suo ruolo controverso durante lo Scisma d'Occidente, venne uccisa, molto probabilmente per strangolamento.
Storicamente coeva alla stessa Regina fu Caterina da Siena, prima corrispondente e poi tra i più agguerriti critici della sovrana a causa del ruolo di quest'ultima durante lo scisma, che riconobbe come legittimo custode del Trono di San Pietro il francese Clemente VII al posto del napoletano Urbano VI.

## Descrizione
Nella metà superiore del quadro è rappresentata la Madonna del Rosario, incoronata da quattro angeli, San Domenico, riconoscibile dal saio dell'Ordine dei domenicani, l'ordine da lui fondato, e Santa Caterina da Siena; nell'altra metà della composizione, in basso, sono raffigurate a destra colei che la tradizione ha ormai identificato come la sovrana Giovanna I, da cui l'opera ha ereditato il suo secondo nome, presentata in abito bianco e con corona regale, assieme ad una dama di corte; a sinistra l'antipapa Clemente VII, Ottone di Brunswick quarto ed ultimo marito della Regina, un terzo cortigiano, e presumibilmente il vescovo dell'arcidiocesi di Muro Lucano al tempo della composizione del dipinto.